# Ailanthus
Ailanthus  is een geslacht uit de hemelboomfamilie (Simaroubaceae).
The Plant List accepteert zes soorten. Volgens de Flora of China bestaat het geslacht uit circa tien soorten die voorkomen van Azië tot in het noorden van Oceanië. Zes soorten komen voor in China. Hieronder zijn vijf endemische soorten. 
De meest voorkomende soort is de hemelboom (Ailanthus altissima).